# Jerry Only
Jerry Only (født Gerald Caiafa den 21. april 1959 i Lodi, New Jersey) er en amerikansk bassist. Han er den nuværende bassist og sanger i The Misfits. Han er opfinderen af berygtede frisure kendt som Devilock, som de fleste medlemmer i Misfits havde. Han er storebror til Doyle Wolfgang Von Frankenstein

## Diskografi

### Med Misfits
- Cough/Cool as Jerry Caiafa (1977) – single
- Bullet (1978) – EP
- Horror Business (1979) – EP
- Night of the Living Dead (1979) – single
- Beware (1980) – EP
- 3 Hits from Hell (1981) – EP
- Halloween (1981) – single
- Walk Among Us (1982) – album
- Evilive (1982) – live fan club EP
- Earth A.D./Wolfs Blood (1983) – album
- Die, Die My Darling (1984) – single
- Static Age (1997) – album
- 12 Hits from Hell (2000) – album

### Med Kryst The Conqueror
- Deliver Us From Evil (1989) – album
- Deliver Us From Evil (1989) – E.P.

### Med det "genopståede" Misfits
- American Psycho (1997) – album
- Dig Up Her Bones (1997) – single
- Evilive II (1998) – live fan club album
- Scream! (1999) – Single
- Famous Monsters (1999) – album
- Monster Mash (1999) – single
- Cuts from the Crypt (2001) – album
- Don't Open 'Til It's Doomsday/Day The Earth Caught Fire

### Med Jerry Only's Misfits
- (Split with Balzac) (2002) – EP
- Project 1950 (2003) – album
- Psycho in the Wax Museum (2006) – EP
- Land of the Dead (2009) – single

### Med Osaka Popstar
- Osaka Popstar and the American Legends of Punk (2006) – album